# Rozivka (Bilhorod-Dnistrovskyi)
Rozivka  (ucraniano: Розівка) es una localidad del Raión de Bilhorod-Dnistrovskyi en el Óblast de Odesa de Ucrania. Según el censo de 2001, tiene una población de 814 habitantes.